# Palystes spiralis
Palystes spiralis là một loài nhện trong họ Sparassidae.
Loài này thuộc chi Palystes. Palystes spiralis được Embrik Strand miêu tả năm 1907.